# Embusen
Embusen (演武線?) este un termen japonez folosit în karate ce se refera la o schemă ce detaliază parcursul unui kata. Astfel, în cadrul ei se pot identifica punctul de început al unui kata, precum și liniile folosite în deplasări de către practicanți.

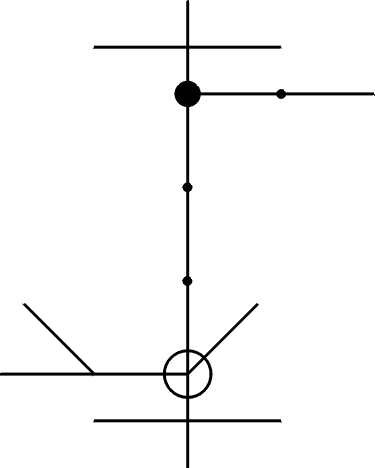
Embusen pentru Heian Shodan [din Best Embusen: Shotokan

Linia de embusen variază pentru fiecare serie de kata . Este, de exemplu, o linie dreaptă pentru seria de kata Shōtōkan Tekki . Urmează forma unei litere majuscule I pentru seria de kata Heian, precum și pentru seria Taikyoku . Kata mai avansat, cum ar fi Kanku-Dai și Gojūshiho Dai și Sho kata, in stilul Shotokan, precum și Gōjū-ryū Seipai și Kururumfa kata, de exemplu, au o embusenă din ce în ce mai complexă pentru a antrena practicantul în unghiuri defensive mai avansate. Pentru orice kata, embusenul este fixat și trebuie urmat exact pentru stăpânirea corectă a stilului. 

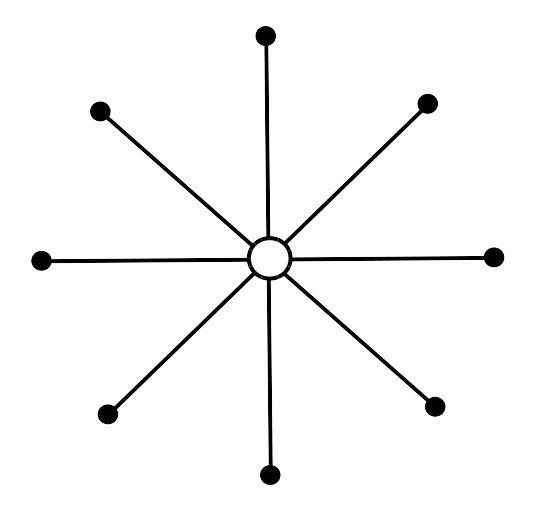
Kata va continua de obicei pe linii de embusen și va începe și va termina pe kiten.